# Entorrhizomycetidae
De Entorrhizomycetidae vormen een subklasse van schimmels uit de klasse van de Entorrhizomycetes.

## Taxonomie
De taxonomische indeling van de Entorrhizomycetidae is als volgt:
Sublasse: Entorrhizomycetidae
- Orde: Entorrhizales
  - Familie: Entorrhizaceae